# Первый банк Соединённых Штатов
Первый банк Соединённых Штатов Америки (англ. First Bank of the United States) — американский эмиссионный банк -был национальным банком, учреждённым Конгрессом Соединённых Штатов 25 февраля 1791 года сроком на двадцать лет. Он последовал за Банком Северной Америки, первым де-факто национальным банком страны. Однако ни один из них не выполнял функции современного центрального банка: они не устанавливали денежно-кредитную политику, не регулировали частные банки, не хранили их избыточные резервы и не выступали в качестве кредитора последней инстанции.
Данные банки были национальными, поскольку им разрешалось иметь филиалы в нескольких штатах и ссужать деньги правительству США. Каждый другой банк в США был зарегистрирован и функционировал только в одном штате.
Создание Банка Соединённых Штатов было частью трёхэтапного расширения федеральной фискальной и денежной власти, наряду с федеральным монетным двором и акцизными налогами, отстаиваемого Александром Гамильтоном - первым министром финансов. Гамильтон считал, что национальный банк необходим для стабилизации и улучшения кредитоспособности страны, а также для улучшения управления финансовым бизнесом правительства Соединённых Штатов в соответствии с недавно принятой Конституцией.
Здание Первого банка, расположенное в Филадельфии, штат Пенсильвания, на территории Национального исторического парка Независимости, было завершено в 1797 году и является национальным историческим памятником благодаря своему историческому и архитектурному значению.

## Предложение
В декабре 1790 года Александр Гамильтон представил первой сессии 1-го Конгресса США доклад о национальном банке. Он предложил создать его на частной основе, но с 20 % участием государства. Гамильтон предложил установить первоначальное финансирование Первого банка Соединённых Штатов за счёт продажи акций на 10 миллионов долларов, из которых правительство Соединенных Штатов купило бы первые на 2 миллиона долларов. Гамильтон, предвидя возражение, что это невозможно сделать, поскольку у правительства США нет 2 миллионов долларов, предложил правительству купить акции на деньги, ссуженные ему банком; кредит подлежит погашению десятью равными ежегодными платежами. Банкноты банка должны быть разменными на металлические деньги по требованию, а также приниматься по номиналу в уплату налогов. Федеральное правительство должно держать свои средства в этом банке. Остальные акции на сумму 8 миллионов долларов будут доступны для общественности как в Соединённых Штатах, так и за рубежом. Главным требованием этих негосударственных закупок было то, что четверть покупной цены должна была быть уплачена золотом или серебром; оставшаяся часть может быть выплачена облигациями, приемлемыми ценными бумагами и т. д..
В отличие от Банка Англии, основная функция банка будет заключаться в выдаче кредита правительству и частным лицам для внутренних улучшений и другого экономического развития в соответствии с системой государственного кредита Гамильтона. Предполагалось, что бизнес будет вестись от имени федерального правительства — хранилище для собранных налогов, предоставление краткосрочных займов правительству для покрытия реального или потенциального временного разрыва в доходах, служащее местом хранения как входящих, так и исходящих денежных средств — считался очень важным, но все еще второстепенным по своей природе.
Были и другие, не подлежащие обсуждению условия создания Первого банка Соединённых Штатов. Среди них:
- Что банк будет иметь двадцатилетний устав, действующий с 1791 по 1811 год, после чего Конгресс должен будет одобрить или отклонить продление банка и его устава; однако в течение этого времени ни один другой федеральный банк не будет уполномочен; штаты, со своей стороны, могли бы учредить любое количество внутриштатных банков, какое они пожелают.
- Что банк, во избежание малейшего подозрения в нарушении правил:
  - 1) запрещено покупать государственные облигации.
  - 2) иметь обязательную ротацию директоров.
  - 3) не выпускать векселя и не брать в долги сверх фактической капитализации.
- Что иностранцам, проживающим за границей или проживающим в Соединённых Штатах, будет разрешено быть акционерами Первого банка Соединённых Штатов, но им не будет разрешено голосовать.
- Что министр финансов будет иметь право забирать государственные депозиты, проверять бухгалтерские книги и запрашивать отчеты о состоянии банка не реже одного раза в неделю[3].

Чтобы правительство могло удовлетворить как текущие, так и будущие потребности своих государственных счетов, требовался дополнительный источник финансирования, «поскольку процентные платежи по предполагаемым государственным долгам должны были начаться в конце 1791 года ... на эти платежи потребовалось бы 788 333 доллара в год, и ... дополнительно 38 291 доллар был необходим для покрытия дефицита средств, которые были выделены для существующих обязательств».
Конгресс ратифицировал создание банка 25 февраля 1791 г. Лицензия гарантировала банку монопольный статус общенационального банка в течение 20 лет. Президентом банка был назначен Томас Уиллинг. Банк начал активно предоставлять ссуды правительству США. Их объём достиг 6,2 млн долларов. В этот же период индекс оптовых цен вырос в США с 85 пунктов в 1791 году до 146 пунктов в 1796 году. После 1796 года Первый банк Соединённых Штатов вёл более умеренную эмиссионную политику.

## Оппозиция
Банковское предложение Гамильтона встретило широкое сопротивление со стороны противников усиления федеральной власти. Государственный секретарь Томас Джефферсон и Джеймс Мэдисон возглавили оппозицию, которая утверждала, что банк неконституционен и что он приносит пользу торговцам и инвесторам за счёт большинства населения.
Как и большинство южных членов Конгресса, Джефферсон и Мэдисон также выступили против второго из трёх предложений Гамильтона: создания официального правительственного монетного двора. Они считали, что эта централизация власти вдали от местных банков опасна для здоровой денежной системы и в основном отвечает интересам бизнеса на коммерческом севере, а не сельскохозяйственным интересам юга, утверждая, что эти предложения будут нарушать право собственности. Кроме того, они утверждали, что создание такого банка нарушало Конституцию, в которой прямо говорилось, что Конгресс должен регулировать меры и весы и выпускать монеты (а не монетный двор и кредитные векселя).
Первая часть законопроекта, концепция и создание национального монетного двора, не встретила реальных возражений и была принята; предполагалось, что вторая и третья часть (банк и акцизный налог для его финансирования) также пройдут, и по-своему они это сделали: версия законопроекта Палаты представителей, несмотря на некоторые горячие возражения, была легко принята. Аналогичным образом поступила и сенатская версия законопроекта, со значительно меньшими и более мягкими возражениями. Это было, когда «два законопроекта поменялись палатами, возникли осложнения. В Сенате сторонники Гамильтона возражали против изменения Палатой представителей планов по акцизному налогу».
Создание банка также вызвало первые вопросы о конституционности в новом правительстве. Гамильтон, тогдашний министр финансов, утверждал, что банк был эффективным средством использования полномочий правительства, подразумеваемых конституционным законом. Госсекретарь Томас Джефферсон утверждал, что банк нарушил традиционные законы о собственности и что его отношение к конституционно уполномоченным полномочиям было слабым. Другой аргумент исходил от Джеймса Мэдисона, который считал, что Конгресс не получил полномочий регистрировать банк или любое другое государственное учреждение. Его аргумент основывался в первую очередь на Десятой поправке: все полномочия, не предоставленные Конгрессу, сохраняются за штатами (или народом). Кроме того, он считал, что если бы авторы Конституции хотели, чтобы Конгресс обладал такой властью, они сделали бы это явно. Решение в конечном итоге падёт на президента Джорджа Вашингтона после его преднамеренного изучения мнений членов кабинета.
В 1811 году Палата представителей и Сенат отклонили законопроект о продлении лицензии банка. Власти штатов уже объединили более 120 банков штатов. Многие из них начали эмитировать собственные ценные бумаги, и всего лишь за несколько лет рынок был затоплен этими бумагами, что побудило правительство в 1817 году прибегнуть к платежам в денежном эквиваленте. Возможность эмитировать ценные бумаги была властью, которую новые банки и их владельцы не желали уступать сильному центральному банку.
В отличие от многих привилегированных коммерческих банков того времени, Национальный банк имел отделения в других штатах. Это раздражало банкиров, работавших в пределах одного штата и считавших, что тем самым их поставили в сравнительно невыгодное положение. В действительности же отделения способствовали возникновению оппозиции центральному банку в большей мере, чем сам банк. Местные купцы, многие из которых сами создавали банки, инкорпорируемые властями штатов, не желали, чтобы некое федеральное учреждение конкурировало с ними или регулировало их деятельность.
После истечения лицензии Первого банка его активы, включая главное здание в центре Филадельфии (1795 года постройки), приобрёл финансист Стивен Жирар. Менее чем через год в том же здании и с теми же кассирами заработал Банк Жирара.